# گوپالگانج، هند
گوپالگانج (به انگلیسی: Gopalganj) یک منطقهٔ مسکونی در هند است که در بخش گوپالگانج (هند) واقع شده‌است. گوپالگانج ۶۶ متر بالاتر از سطح دریا واقع شده‌است.